# Condado de Huntington
El condado de Huntington (en inglés: Huntington County), fundado en 1832, es uno de 92 condados del estado estadounidense de Indiana. En el año 2000, el condado tenía una población de 38 075 habitantes y una densidad poblacional de 15 personas por km². La sede del condado es Huntington. El condado recibe su nombre en honor a Samuel Huntington. 

## Geografía
Según la Oficina del Censo, el condado tiene un área total de 1004 km², de la cual 991 km² es tierra y 14 km² (1.38%) es agua.

### Condados adyacentes
- Condado de Whitley (norte)
- Condado de Allen (noreste)
- Condado de Wells (este)
- Condado de Grant (sur)
- Condado de Wabash (oeste)

## Demografía
Según la Oficina del Censo en 2007, los ingresos medios por hogar en el condado eran de $41 620 y los ingresos medios por familia eran $49 031. Los hombres tenían unos ingresos medios de $34 894 frente a los $21 693 para las mujeres. La renta per cápita para el condado era de $19 480. Alrededor del 5.50% de la población estaban por debajo del umbral de pobreza.

## Transporte

### Principales autopistas
- Interestatal 69
- U.S. Route 24
- U.S. Route 224
- Ruta Estatal de Indiana 3
- Ruta Estatal de Indiana 5
- Ruta Estatal de Indiana 9
- Ruta Estatal de Indiana 16
- Ruta Estatal de Indiana 105
- Ruta Estatal de Indiana 114
- Ruta Estatal de Indiana 116
- Ruta Estatal de Indiana 124
- Ruta Estatal de Indiana 218

## Municipalidades

### Ciudades y pueblos
- Andrews
- Banquo
- Bippus
- Goblesville
- Huntington
- Lancaster
- Majenica
- Markle
- Mount Etna
- Plum Tree
- Roanoke
- Warren

### Municipios
El condado de Huntington está dividido en 12 municipios:
- Clear Creek
- Dallas
- Huntington
- Jackson
- Jefferson
- Lancaster
- Polk
- Rock Creek
- Salamonie
- Union
- Warren
- Wayne